# Srocko Małe
Srocko Małe – wieś w Polsce położona w województwie wielkopolskim, w powiecie poznańskim, w gminie Stęszew.
Wieś Sroczko minor położona była w 1580 roku w powiecie kościańskim województwa poznańskiego. W latach 1975–1998 miejscowość administracyjnie należała do województwa poznańskiego.